# Sneakin' Sally Through the Alley
Sneakin' Sally Through the Alley es el álbum debut del cantante británico de rock Robert Palmer, publicado en 1974 por Island Records. Para su grabación contó con la participación de varios músicos de sesión, entre ellos los integrantes de The Meters y Stuff, además del guitarrista de Little Feat, Lowell George. Registrado en tres estudios y con la producción de Steve Smith, sus canciones presentan un sonido entre funk y rhythm and blues, incluso, algunos críticos las posicionaron dentro del blue-eyed soul. Cuatro las escribió Palmer y una la cocreó con George, mientras que tres son versiones: «Sneakin' Sally Through the Alley» y «From a Whisper to a Scream», de Allen Toussaint, y «Sailing Shoes», de Little Feat.
Una vez que salió al mercado vendió bien en el Reino Unido, pero en los Estados Unidos obtuvo una incorrecta promoción debido a problemas internos de Capitol Records, el distribuidor local. Aun así, en agosto de 1975 alcanzó el puesto 107 en la lista Billboard 200. Por su parte, recibió reseñas mayormente favorables por parte de la prensa especializada, que destacó la música y la voz de Palmer, principalmente. Con el paso de los años, diversas publicaciones lo han posicionado entre los mejores álbumes; por ejemplo, The Guardian lo incluyó en los 1000 álbumes para escuchar antes de morir y NME lo posicionó en la casilla 54 de los álbumes del año.

## Antecedentes
A los quince años de edad Robert Palmer inició su carrera en la banda The Mandrakes, con la cual teloneó los conciertos de artistas como Fleetwood Mac, Jimi Hendrix y The Who en Scarborough y sus alrededores. Después de la grabación de una maqueta que no fue de su agrado, en 1969 ingresó a The Alan Bown Set tras la salida de Jess Roden, en donde regrabó las voces del álbum The Alan Bown! (1969) y participó de Listen (1970), antes de renunciar para sumarse a Dada. Por sugerencia de Chris Blackwell, fundador de Island Records, la banda cambió su nombre a Vinegar Joe y publicó los discos Vinegar Joe (1972), Rock 'n' Roll Gypsies (1972) y Six Star General (1973). En la agrupación londinense, Palmer recibió créditos como compositor, además fungió como guitarrista y compartió la labor de vocalista con Elkie Brooks. A pesar de que sus conciertos eran populares entre el público británico, Vinegar Joe se separó en marzo de 1974. En ese mismo año, Palmer firmó un contrato con Island para iniciar su carrera solista.

## Grabación
La producción quedó a cargo de Steve Smith, a quien Palmer conoció en su etapa con Vinegar Joe. Durante la preproducción ocurrida en Londres, Smith le presentó el disco Dixie Chicken (1973) de Little Feat y de ahí nació la idea de invitar al guitarrista Lowell George. Además, consideraron incluir a varios músicos de sesión, como los integrantes de la banda The Meters, de la cual ambos eran fanáticos. A pesar de que temían que fuese un fracaso, tanto la agrupación como el guitarrista se llevaron bien con Palmer. La grabación se realizó por partes durante 1974 en diferentes estudios. The Meters, conformada por Art Neville (teclados), Leo Nocentelli (guitarra), George Porter, Jr. (bajo) y Ziggy Modeliste (batería), participó en las canciones «Sailing Shoes», «Sneakin' Sally Through the Alley», «How Much Fun» y «From A Whisper to a Scream», las cuales se registraron en los estudios Sean Saint de Nueva Orleans. Sin embargo, tanto la voz de Palmer como los overdubbings de «Sailing Shoes» se grabaron en el estudio móvil Island Mobile, cerca de una iglesia en Midhurst (Inglaterra). De acuerdo con Smith, la primera toma la grabó en una maqueta para que los músicos la oyeran, mientras que la segunda fue la que quedó en el álbum; todo el proceso de grabación de la pista les tomó cerca de veinte minutos.
Tras las grabaciones de «Sailing Shoes» y «Sneakin' Sally Through the Alley», se tomaron un descanso de dos semanas en Londres antes de iniciar el proceso del overdubbing y la mezcla del álbum. En ese lapso de tiempo, a Smith se le ocurrió vincular ambas canciones con un patrón de batería creado con una caja de ritmos. Después se la presentó a Palmer para que le creara algo, así que él ideó la melodía y letra de una nueva canción titulada «Hey Julia». Su grabación les tomó cerca de dos horas y se hizo en el estudio Island Mobile en la plaza St. Peters de Londres y a las afueras de la iglesia de Midhurst. Según Smith, se inspiró en el trabajo de George Martin con The Beatles para realizar la conexión de las tres primeras canciones («Sailing Shoes», «Hey You» y «Sneakin' Sally Through the Alley»), con el propósito de darle una «apertura dinámica» a la carrera de Palmer.
En cambio, las sesiones de «Get Outside», «Blackmail» y «Through It All There's You» se llevaron a cabo en el estudio Media Sound de Nueva York, con la participación de la banda Stuff, integrada por Richard Tee (teclados), Cornell Dupree (guitarra), Gordon Edwards (bajo) y Bernard Purdie (batería). Además de los músicos mencionados, más de diez artistas figuraron en los créditos, entre ellos Steve Winwood y Chris Stainton. La gran mayoría de las canciones fueron registradas en una o dos tomas. Buena parte de la música fue improvisada, pues Palmer alentaba a los músicos a tocar mientras él repentizaba con su voz y una percusión. Si bien este método lo dejó de usar en las posteriores producciones, en 1996 comentó que lo hizo para conseguir un estilo de funk-jam. Una vez listas las cintas, la ingeniería y mezcla las realizó Phill Brown en los estudios Island de Londres.

## Composición

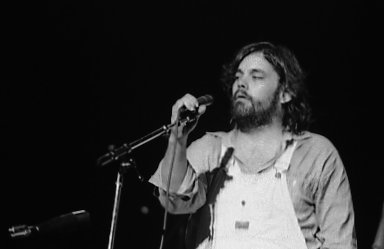
El guitarrista Lowell George fue el principal colaborador de Palmer

Elaboraron una lista inicial con las canciones que querían grabar, aunque algunas del álbum no estaban en ella. Palmer compuso cuatro canciones por sí solo, mientras que tres son versiones de otros artistas. Lowell George fue el principal colaborador del vocalista, pues, además de tocar la guitarra en cinco de las ocho canciones, coescribió con él el tema «Blackmail», que compusieron en un hotel de Nueva Orleans. «Sailing Shoes» es una pista de Little Feat de su álbum Sailing Shoes de 1972, la cual George arregló principalmente. Smith consideró que la versión de Palmer terminó siendo mejor que la original. «Sneakin' Sally Through the Alley» y «From a Whisper to a Scream» son creaciones de Allen Toussaint: la primera, la grabó Lee Dorsey en su disco Yes We Can de 1971, mientras que la segunda, la interpretó el músico en su álbum Toussaint, también de 1971.
Como el estudio Sean Saint era de propiedad de Toussaint, muchas veces estuvo presente mientras grababan el álbum. De hecho, Smith le pidió que presentara «From a Whisper to a Scream» a los músicos, así que la tocó en un piano. Para la versión de Palmer cambiaron la tonalidad para adaptarla a su rango vocal y la hicieron más funky. En cuanto a «Sneakin' Sally Through the Alley», la voz de Palmer demuestra «un control y una moderación increíble, ya que suena áspera pero no autoritaria», de acuerdo con la revista Cashbox. Por su parte, «Through It All There's You» es un «funk puro» de más de doce minutos de duración, que grabaron en una sola toma y en vivo.
De acuerdo con Fred Shuster, de Los Angeles Daily News, la composición del álbum está plagado de «ritmos improvisados de funk, rhythm and blues de Nueva Orleans y temas originales y sabrosos». Tony Stewart, de NME, lo nombró un rítmico funk-ryhthm and blues, mientras que Mary Harron, de Smash Hits, comentó que muestra un «funk elegante» y la prensa de la época lo definió de blue-eyed soul. Vik Iyengar, de AllMusic, expresó que el álbum exhibe plenamente las influencias funk y rhythm and blues de Palmer. Por su parte, el escritor Eric Deggans, en el libro MusicHound R&B: The Essential Album Guide, lo calificó dentro del estilo soul de Nueva Orleans.

## Lanzamiento y portada
Sneakin' Sally Through the Alley salió al mercado en septiembre de 1974 a través de Island Records, mientras que en los Estados Unidos lo distribuyó Capitol Records. La portada consiste en una fotografía tomada por Graham Hughes y muestra al vocalista «elegantemente vestido huyendo a través de un túnel, con una modelo vestida con un camisón de encaje y un collar de perlas». Inspirada en las escenas de la película Alphaville (1965) del director Jean-Luc Godard, Harron comentó que al mostrarlo como un «playboy bellamente arreglado acompañado de una modelo con un mínimo de ropa», estableció un estándar para las portadas de sus posteriores álbumes. En 1976, las organizaciones californianas California Now, Inc. de la Organización Nacional para la Mujeres y Mujeres contra la Violencia contra las Mujeres (WAVAW, por sus siglas en inglés) criticaron el uso de imágenes de violencia física y sexual contra las mujeres en las portadas de 48 álbumes, entre ellas citaron a la de Sneakin' Sally Through the Alley.

## Promoción
De acuerdo con Smith, hubo una alta expectativa de que fuera bien recibido en el mercado estadounidense, pero debido a un problema dentro de Capitol, el sello no le dio prioridad al álbum, por lo que careció de una correcta promoción. Aun así, para la semana del 2 de agosto de 1975 alcanzó el puesto 68 en el Top 100 Albums de la revista Cashbox y el 66 en el Top Albums de Record World. En tanto, para la del 23 de agosto obtuvo el 107 en la lista Billboard 200. Por su parte, en el Reino Unido recibió buenas críticas y se vendió bien.
Para difundir el álbum, en 1975 se publicó la canción «Sneakin' Sally Through the Alley» como sencillo, que logró la posición 95 en el Top 100 Singles de Cashbox y la 145 en el de Record World. Para septiembre de 1976, Billboard reportó que tanto este álbum como el siguiente lograron ventas moderadas, eso sí la canción «Sneakin' Sally Through the Alley» recibió un fuerte airplay.

## Comentarios de la crítica
Sneakin' Sally Through the Alley recibió críticas principalmente favorables por parte de la prensa especializada. La revista estadounidense Cashbox lo nombró un «excelente álbum debut», que «rebosa de un buen rollo» y cuya mezcla bien lograda de rock, funk y blues es potenciada por la voz clara y con tintes góspel de Palmer. Steve Sutherland, de Phonograph Record, lo calificó de «irresistible». y destacó la efervescencia y la confianza de la voz de Palmer, como también la alegría y «economía estructural» del álbum. La revista Billboard consideró a «Sailing Shoes», «Sneakin' Sally Through The Alley», «From A Whisper To A Scream», «Through It All There's You» como las mejores canciones. Además, estimó que «aunque Palmer es un poco extraño de vez en cuando, no es tan excéntrico como para no poder convertirse en un éxito comercial [en los Estados Unidos]». Charles Saar Murray, de NME, comentó que era un álbum demasiado limpio, ordenado y sobrio, pero «no prende fuego en ninguna parte». Aunque estimó que la voz de Palmer frasea bien y se «desliza por las notas con una destreza admirable», admitió que es demasiado pálida y fría. De todas las pistas, solo consideró a «How Much Fun» como una canción exitosa. En una revisión para un relanzamiento de 1988, el periódico galés Rhymney Valley Express lo nombró «contagioso» y un «clásico» álbum de Palmer que demuestra su talento para absorber y replicar estilos musicales, en este caso, una «especie de boogie-rock sureño estadounidense» que le gustará a los fanáticos de Little Feat.
Vik Iyengar, de AllMusic, indicó que la «música tiene un ritmo relajado» además es «compacta y sólida», ya sea en las versiones como en las composiciones propias. Sobre Palmer, comentó que su voz es reveladora y los músicos «parecen alimentarse de su intensidad vocal». Terry Staunton, de la revista británica Record Collector, expresó que el «funk lacónico y el rhythm and blues están a la orden del día», ejemplificados en las versiones de Toussaint y la de Little Feat, además de la extensa «Through It All There's You». El autor Colin Larkin, en su libro The Virgin Encyclopedia of Popular Music de 1997, lo describió como un «triunfo artístico». Chris Coe, para la guía The Rough Guide to Rock de 1999, elogió el popurrí de las tres primeras canciones por ser «quince minutos de algunas de las [canciones] de funk blanco más alegres jamás grabadas». No obstante, consideró que la segunda mitad del álbum es «decepcionantemente contenida», que impide que sea un «verdadero clásico». En The New Rolling Stone Album Guide de 2004, uno de los editores señaló que posee «una sensación fría de desapego» y lo nombró la «escala en Nueva Orleans» de Palmer. El autor Martin C. Strong, en la edición de 2006 de The Great Rock Discography, elogió la «versión perfecta» de «Sailing Shoes» y la canción homónima, pero creyó que muchas de las canciones adolecían de «una falta de carácter que coloreó gran parte de la producción posterior de Palmer».
Con el paso de los años, ha figurado en algunas de las listas de los mejores álbumes. En 2007, el diario The Guardian lo incluyó entre los 1000 álbumes para escuchar antes de morir. Por su parte, la revista francesa Rock & Folk lo posicionó en los siguientes recuentos: Los 250 mejores álbumes de 1966-1991 de 1991, los mejores álbumes de 1963 a 1999 de 1999 y en los 555 álbumes de 1954-2014 de 2014. Asimismo, la británica NME lo situó en el puesto 54 de los álbumes del año, mientras que la neerlandesa Oor lo colocó en el 27.

## Lista de canciones
| N.º | Título                                   | Escritor(es)    | Duración |  |
| 1.  | «Sailing Shoes» (versión de Little Feat) | Lowell George   | 2:44     |  |
| 2.  | «Hey Julia»                              | Robert Palmer   | 2:24     |  |
| 3.  | «Sneakin' Sally Through the Alley»       | Allen Toussaint | 4:21     |  |
| 4.  | «Get Outside»                            | Palmer          | 4:32     |  |
| 5.  | «Blackmail»                              | Palmer, George  | 2:32     |  |
| 6.  | «How Much Fun»                           | Palmer          | 3:02     |  |
| 7.  | «From a Whisper to a Scream»             | Toussaint       | 3:32     |  |
| 8.  | «Through It All There's You»             | Palmer          | 12:17    |  |

Fuente: Folleto de notas de Sneakin' Sally Through the Alley.

## Posicionamiento en listas musicales
| País           | Lista (1975)                  | Posición |
| -------------- | ----------------------------- | -------- |
| Estados Unidos | Billboard 200                 | 107      |
| Estados Unidos | Cashbox Top 100 Albums        | 68       |
| Estados Unidos | Record World Top Albums Chart | 66       |

## Créditos
| - Robert Palmer: voz, coros (1, 2, 3 y 8), guitarra (8), bajo (2), percusión (2) y marimba (2) - Lowell George: guitarra (1, 3, 4, 6, 7) - Jim Mullen: guitarra (2) - Richard Parfitt: guitarra (5) - Chris Stainton: piano (7) - Steve Winwood: piano (8) - Onaje Allan Gumbs: piano eléctrico (8) - Steve York: armónica (3) - Vicki Brown: coros (1, 2 y 4) - Mel Collins: trompa (4 y 8) - Mongezi Feza: trompa (8) y flageolet (6) - Jody Linscott: percusión (2, 3 y 6) - Gasper Lawall: percusión (4 y 8) - Jack Vance: cuerdas (8) - The Meters (1, 3, 6 y 7) - Art Neville: teclados - Leo Nocentelli: guitarra - George Porter, Jr.: bajo - Ziggy Modeliste: batería - Stuff (4, 5 y 8) - Richard Tee: teclados - Cornell Dupree: guitarra - Gordon Edwards: bajo - Bernard Purdie: batería | - Steve Smith: producción - Phil Brown: ingeniería y mezcla - Robert Palmer y Steve Smith: programación de la caja de ritmos - Graham Hughes: fotografía |

Fuente: Página web oficial de Robert Palmer y folleto de notas de Sneakin' Sally Through the Alley.